# Просветитель (Иосиф Волоцкий)

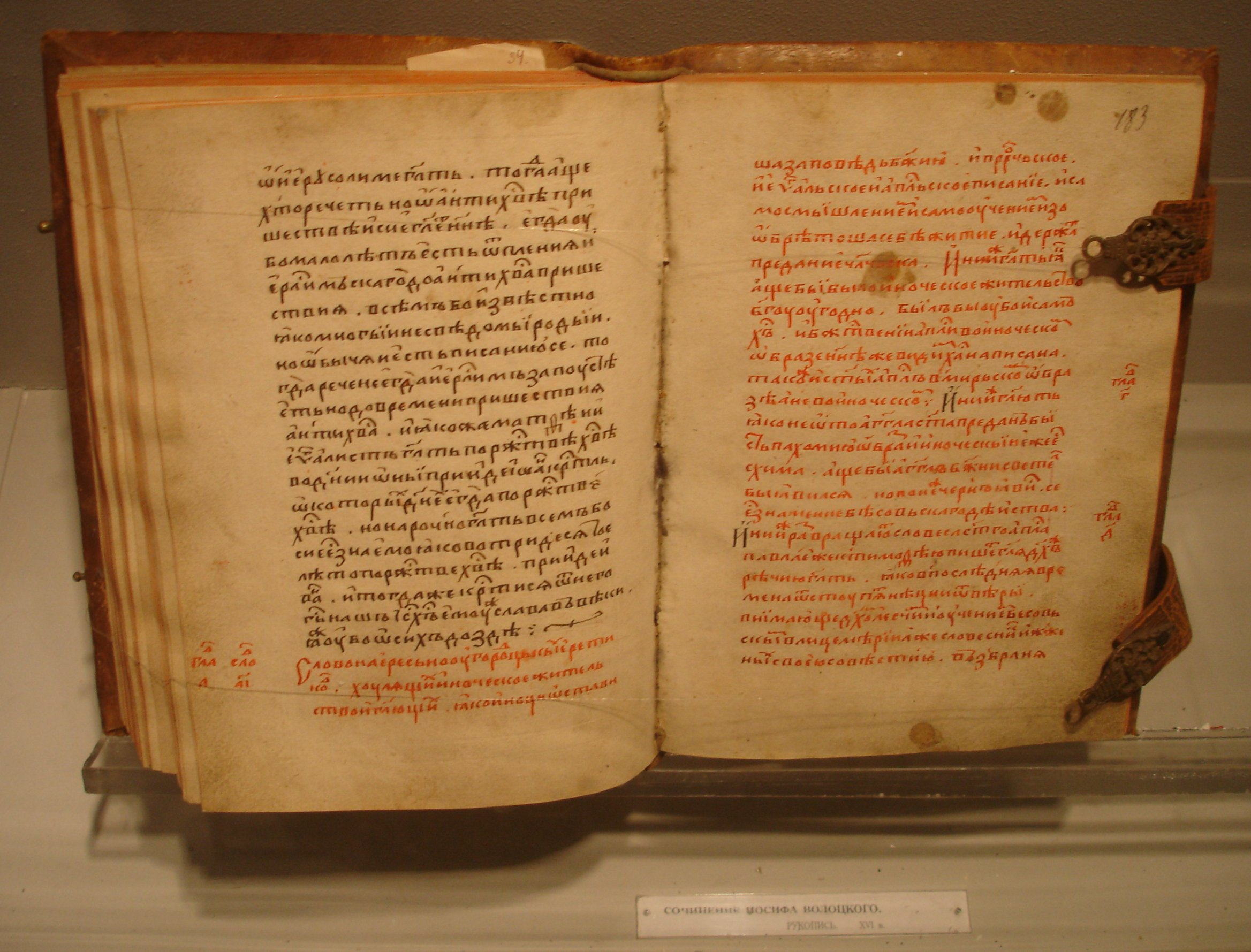

Просветитель — главное богословское (апологетическое) произведение Иосифа Волоцкого, направленное против ереси жидовствующих.
Первоначальная краткая редакция книги, содержавшая слова 1 — 11, была составлена до 1504 года. Полный же текст «Просветителя» на основе нескольких списков был издан Казанской Духовной Академией в 1855 г. и затем трижды переиздан без изменений также в Казани — в 1882, 1896 и 1904 гг.

## Содержание
Иосиф Волоцкий начинает своё произведение со «Сказания о новой ереси», где повествуется о просвещении Русской земли «светом богопознания», который разогнал «тьму неистового идолопоклонства». Вначале по местам, где ныне стоят Киев и Великий Новгород, проходил апостол Андрей, а затем, спустя 1000 лет, эти земли крестил князь Владимир. «Солнце Евангелия осияло нашу землю» и Русская земля «всех превзошла благочестием». Однако спустя 409 лет на Русской земле появилась ересь «жида Схарии», которая проявилась в Новгороде (1470—1490 гг.). Суть новой ереси заключалась в «жидовстве» (иудаизме), однако без обрезания и при внешнем сохранении христианства. Тем не менее, троичность Бога «новой новгородской ересью» отвергалась. Христос признавался «простым человеком», а Закон Моисея считался по-прежнему актуальным для верующих. Новая ересь отвергала иконопочитание, монашество, посты и воскресение мёртвых («саддукейская ересь»). C 1480 года ересь проникла в Москву и поразила высшую иерархию русской церкви (митрополит Зосима и его приближенные).
Во 2 слове Иосиф излагает теологию замещения, согласно которой с пришествием Христа от Иуды «отошел скипетр» (Быт. 49:10). Истинность Христа Иосиф подтверждает пророчеством Даниила о 7 и 62 седминах (семилетиях), то есть о 483 годах. Однако автор Просветителя допускает наличие ошибок в Библии из-за «переписчиков». Иосиф настаивает на «упразднении» Закона Моисея (жертвоприношений и обрезания), равно как упразднены Законы Ноя и Авраама. «закон и завет суть одно и то же». Тем не менее, сам Ветхий Завет не отменяется.
В 5-7 слове он защищает иконопочитание на том основании, что прообразы идолов и икон различны.
В 8 слове он касается празднования Пасхи, замечая, что до 1-го Вселенского собора эта дата была вовсе неупорядочена и лишь потом был определен диапазон для пасхальных новолуний между 21 марта и 18 апреля.
В 9 слове он размышляет о том, почему «задерживается» Второе пришествие, отмечая долготерпение Бога и иное понимание Им времени (2Пет. 3:8). По его мнению век и тысяча лет, о которых говорит Библия, не тождественны векам и тысячам лет в нашем исчислении.
В 11 слове он защищает иноческое (девственное и воздержанное) житие, ссылаясь на пророков Илию, Елисея и Даниила, а также ессев и многих апостолов. Иноками становятся после пострижения волос, облачения в черные одежды (мантия, параман, куколь, схима, камилавка) и причастия Тайн.
В 13 слове Иосиф со ссылкой на Иоанна Златоуста допускает насилие в отношении богохульников.
когда же увидим, что неверные и еретики хотят прельстить православных, тогда подобает не только ненавидеть их или осуждать, но и проклинать, и наносить им раны, освящая тем свою руку
Однако он замечает, что убивать богохульников монахи и священники все же не должны, оставляя это право светским властям.